# Minszk–1 repülőtér
A Minszk–1 repülőtér (IATA: MHP, ICAO: UMMM) Belarusz fővárosa, Minszk nemzetközi repülőtere volt, míg szerepét át nem vette a minszki nemzeti repülőtér. A város területén található, a központtól alig pár kilométerre délre. Egy, 2000×60 méteres kifutóval rendelkezett, melyet legfeljebb 63 tonna összsúlyú gépek használhattak.

## Története
A repülőtér 1933-ban épült, az első repülőgép, amely használta, egy Kalinin K-5 volt. 1934-ben Po-2 repülőgépek használták. 1935-ben indult innen az első rendszeres repülőjárat, belföldi repülőterekre. 1936-ban indult az első moszkvai posta- és utasszállító járat.
Az 1970-es években a repülőtér évente több mint egymillió utast szolgált ki, és Minszk fő repülőtere volt egészen 1982-ig, mikor megnyílt az új Minszk-2 repülőtér, a mai minszki nemzeti repülőtér.
A repülőtér naponta 6:00 és 17:00 közt üzemelt.
2006 februárjában döntés született arról, hogy a minszki repülőgépjavítót, ami a Minszk–1 repülőtéren helyezkedett el, kiköltöztessék a városból. A felszabaduló 320 hektárnyi területet a város kapta meg ingatlanfejlesztési célokra. Az UTair Aviation járatai 2012. október 26-ig közlekedtek a Moszkva-Vnukovo repülőtérre. A Minszk–1 repülőtér hivatalosan 2015. december 23-án zárt be.

## Megközelítése
A repülőtér a városközpontból tíz perc alatt érhető el autóval vagy busszal.

## Balesetek
- 1979. január 15-én az Aeroflot ukrán leányvállalatának a Kijevi nemzetközi repülőtérről érkező Antonov An–24B gépe jegesedés miatt lezuhant, miközben megközelítette a minszki repülőteret. A kilenc utasból csak egy élte túl a katasztrófát, az öttagú személyzet minden tagja életét vesztette. A gép javíthatatlanul károsodott.[4]

## Fordítás
- Ez a szócikk részben vagy egészben  a   Minsk-1 Airport című angol Wikipédia-szócikk ezen változatának fordításán alapul.  Az eredeti cikk szerkesztőit annak laptörténete sorolja fel. Ez a jelzés csupán a megfogalmazás eredetét és a szerzői jogokat jelzi, nem szolgál a cikkben szereplő információk forrásmegjelöléseként.